# Campeonato Acreano 2021
In 2021 werd het 92ste Campeonato Acreano gespeeld voor voetclubs uit de Braziliaanse staat Acre. De competitie werd georganiseerd door de FFAC en werd gespeeld van 7 juli tot 9 oktober. Rio Branco werd kampioen.

## Eerste fase
| Plaats | Club              | Wed. | W | G | V | Saldo | Ptn. |
| ------ | ----------------- | ---- | - | - | - | ----- | ---- |
| 1.     | Humaitá           | 8    | 6 | 2 | 0 | 20:3  | 20   |
| 2.     | Atlético          | 8    | 6 | 2 | 0 | 15:1  | 20   |
| 3.     | Galvez            | 8    | 5 | 2 | 1 | 17:6  | 17   |
| 4.     | Rio Branco        | 8    | 3 | 2 | 3 | 15:8  | 11   |
| 5.     | Vasco da Gama     | 8    | 3 | 1 | 4 | 13:13 | 10   |
| 6.     | São Francisco     | 8    | 2 | 2 | 4 | 9:12  | 8    |
| 7.     | Náuas             | 8    | 2 | 2 | 4 | 3:14  | 8    |
| 8.     | Andirá            | 8    | 2 | 0 | 6 | 8:16  | 6    |
| 9.     | Plácido de Castro | 8    | 0 | 1 | 7 | 9:36  | 1    |

|  | Geplaatst voor twee fase en voor finale titel |
|  | Geplaatst voor twee fase                      |

## Tweede fase
| Plaats | Club       | Wed. | W | G | V | Saldo | Ptn. |
| ------ | ---------- | ---- | - | - | - | ----- | ---- |
| 1.     | Rio Branco | 3    | 3 | 0 | 0 | 8:4   | 9    |
| 2.     | Humaitá    | 3    | 2 | 0 | 1 | 6:3   | 6    |
| 3.     | Atlético   | 3    | 1 | 0 | 2 | 6:9   | 3    |
| 4.     | Galvez     | 3    | 0 | 0 | 3 | 3:7   | 0    |

|  | Geplaatst voor finale titel |

## Finale
Heen
|                 |               |       |            |                                               |
| 3 oktober 16:00 | Humaitá       | 1 – 0 | Rio Branco | Arena da Floresta, Rio Branco Toeschouwers: 0 |
| 3 oktober 16:00 | Jefferson 80' |       |            | Arena da Floresta, Rio Branco Toeschouwers: 0 |

Terug
|                  |                                           |       |                              |                                               |
| 9 oktober 17:00' | Rio Branco                                | 1 – 0 | Humaitá                      | Arena da Floresta, Rio Branco Toeschouwers: 0 |
| 9 oktober 17:00' | Gabriel Ceará 57' (pen)                   |       |                              | Arena da Floresta, Rio Branco Toeschouwers: 0 |
| 9 oktober 17:00' | Strafschoppen                             |       |                              | Arena da Floresta, Rio Branco Toeschouwers: 0 |
| 9 oktober 17:00' | Mamude Caique Leandro Bahia Gabriel Ceará | 4 - 2 | Paulo Gustavo Matheus Aldair | Arena da Floresta, Rio Branco Toeschouwers: 0 |

## Totaalstand
| Plaats | Club              | Wed. | W | G | V | Saldo | Ptn. |
| ------ | ----------------- | ---- | - | - | - | ----- | ---- |
| 1.     | Rio Branco        | 13   | 7 | 2 | 4 | 24:13 | 23   |
| 2.     | Humaitá           | 13   | 9 | 2 | 2 | 27:7  | 29   |
| 3.     | Atlético          | 11   | 7 | 2 | 2 | 21:10 | 23   |
| 4.     | Galvez            | 11   | 5 | 2 | 4 | 20:13 | 17   |
| 5.     | Vasco da Gama     | 8    | 3 | 1 | 4 | 13:13 | 10   |
| 6.     | São Francisco     | 8    | 2 | 2 | 4 | 9:12  | 8    |
| 7.     | Náuas             | 8    | 2 | 2 | 4 | 3:14  | 8    |
| 8.     | Andirá            | 8    | 2 | 0 | 6 | 8:16  | 6    |
| 9.     | Plácido de Castro | 8    | 0 | 1 | 7 | 9:36  | 1    |

|  | Kampioen, geplaatst voor Série D 2022, Copa Verde 2022 en Copa do Brasil 2022 |
|  | Geplaatst Série D 2022 en Copa do Brasil 2022                                 |

### Kampioen
| Campeonato Acreano de 2021      |
| Acre                            |
| ------------------------------- |
| RIO BRANCO Kampioen (48° titel) |